# Hashimoto (Wakayama)
Hashimoto (橋本市 Hashimoto-shi?) es una ciudad localizada en la prefectura de Wakayama, Japón. Tiene una población estimada, a fines de septiembre de 2021, de 61,198 habitantes.
Forma parte del área metropolitana de Osaka.

## Historia
La ciudad se fundó el 1 de enero de 1955.
El 1 de marzo de 2006 el pueblo de Kōyaguchi (del distrito Ito) se unió a Hashimoto.

## Geografía

### Localidades circundantes
- Prefectura de Wakayama
  - Kudoyama
  - Kōya
  - Katsuragi
- Prefectura de Nara
  - Gojō
- Prefectura de Osaka
  - Kawachinagano

## Demografía
Según los datos del censo japonés, esta es la población de Hashimoto en los últimos años.
| Año del censo | Población |
| ------------- | --------- |
| 1995          | 69.329    |
| 2000          | 70.469    |
| 2005          | 68.529    |
| 2010          | 66.361    |
| 2021 (est.)   | 61.198    |

## Personas ilustres
- Hideko Maehata, nadadora profesional, primera mujer japonesa en conseguir un oro en unos juegos olímpicos, en 1936.

## Ciudades hermanadas
- Rohnert Park, California, Estados Unidos.

## Galería

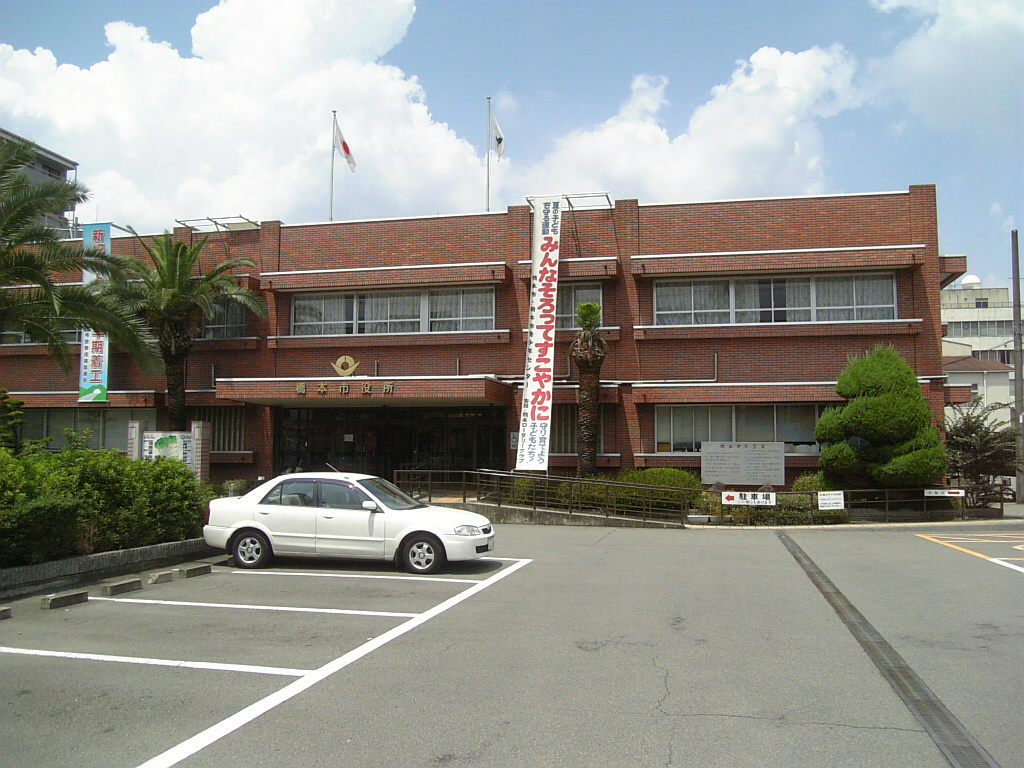
Ayuntamiento de Hashimoto.
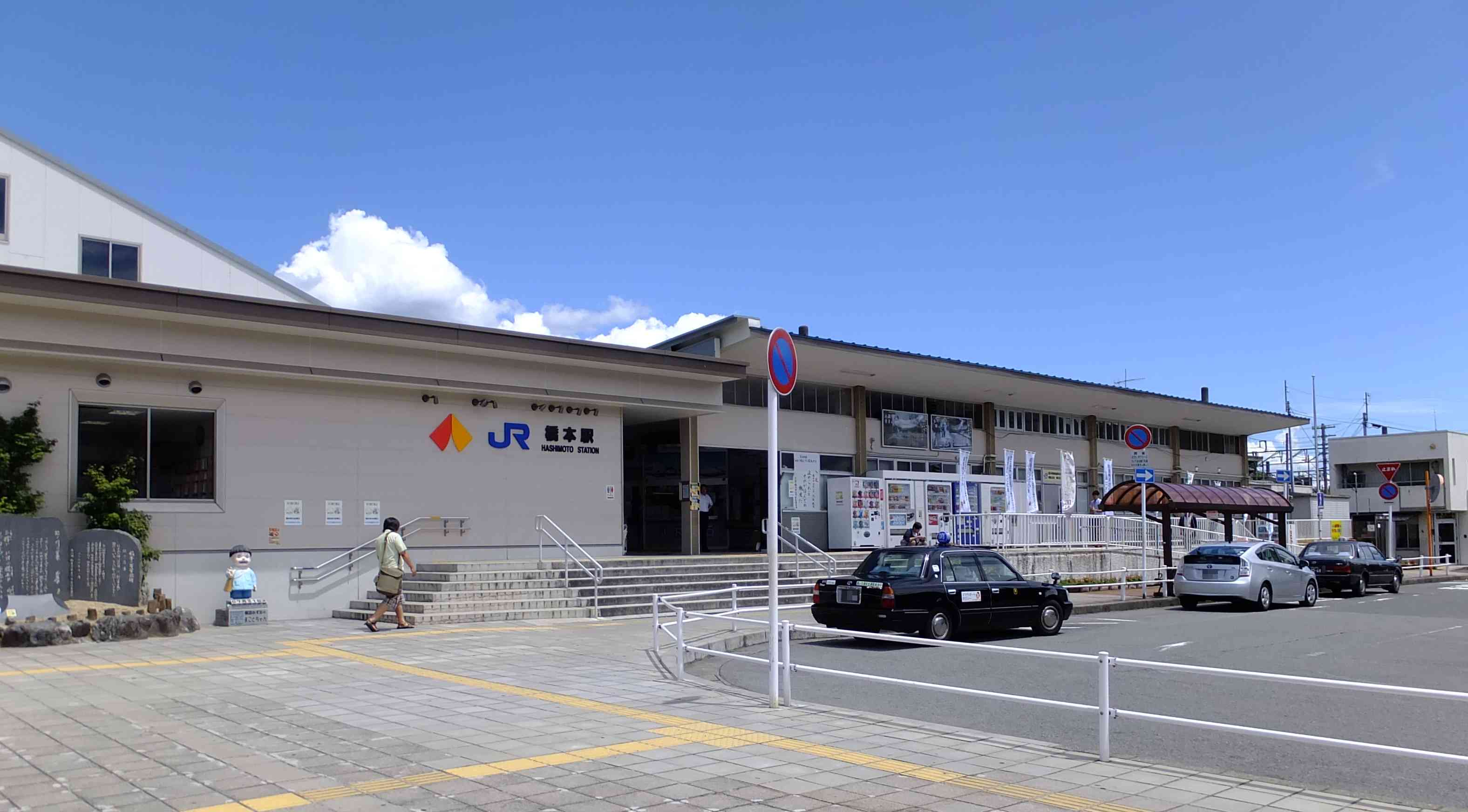
Estación de Hashimoto.
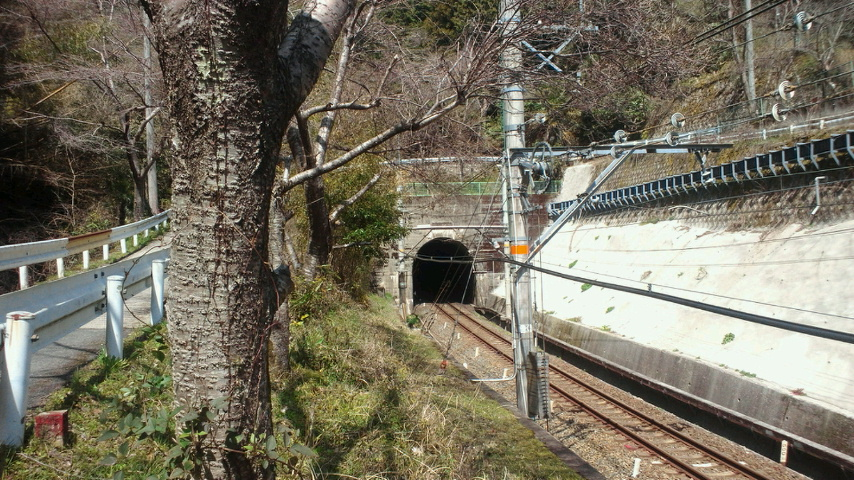
Túnel Nankai Kimi.
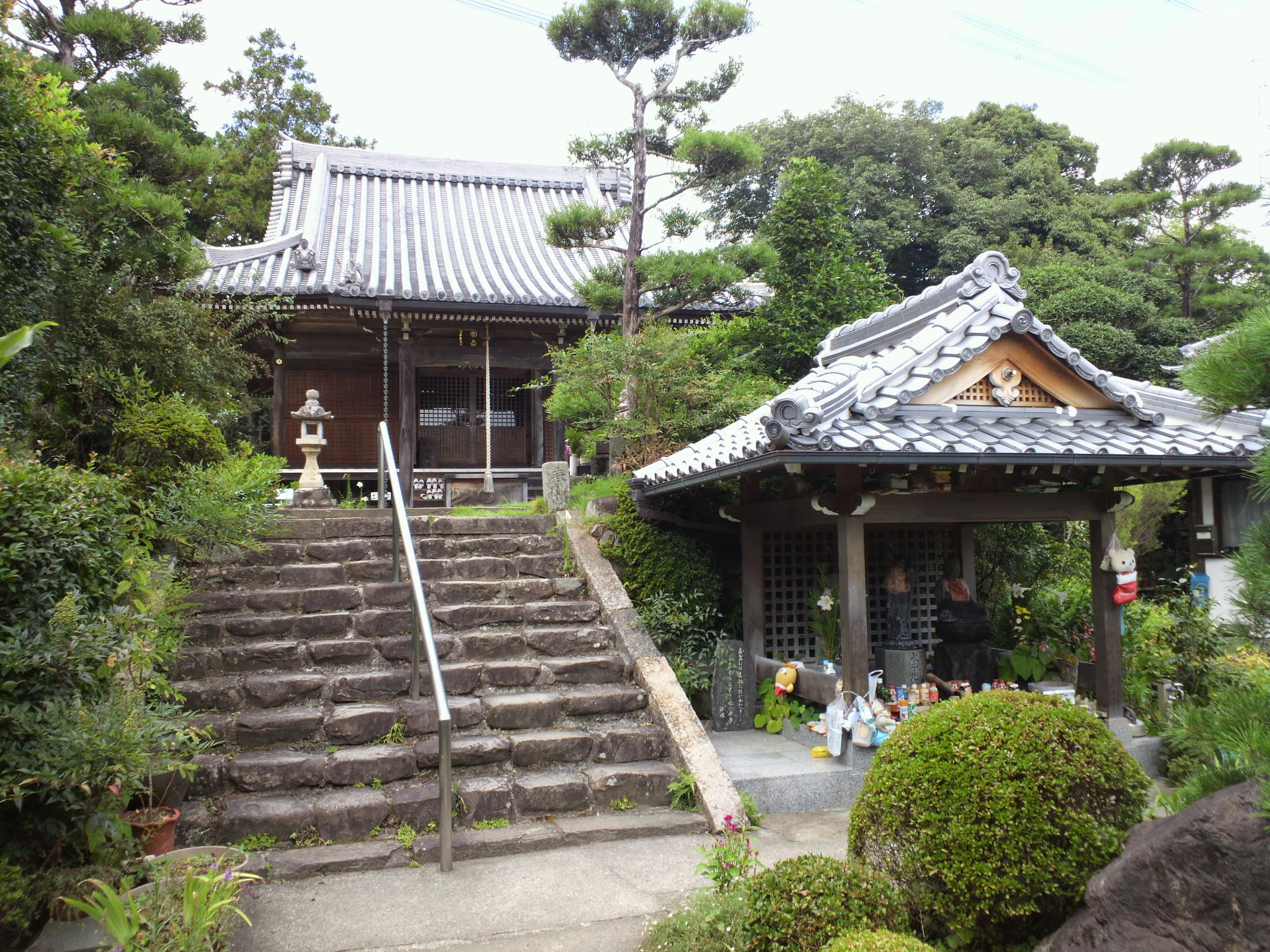
KoyasuJizouji.